# Kujarinsaari (ö i Södra Savolax)
Kujarinsaari är en ö i Finland. Den ligger i sjön Sorsavesi och i kommunen Pieksämäki i den ekonomiska regionen  Pieksämäki ekonomiska region  och landskapet Södra Savolax, i den centrala delen av landet, 290 km nordost om huvudstaden Helsingfors. Öns area är 5,2 hektar och dess största längd är 0,5 kilometer i sydöst-nordvästlig riktning.